# デスファイル
デスファイル（Death File The End）は、V&Rプランニングからリリースされたオリジナルビデオ作品である。R-18指定。

## 概要
1979年に公開された映画『ジャンク』はソフト化され、1988年にV&Rプランニングによりリリースされた。その第5巻『ジャンクVI 死のカタログ』が本稿で述べる作品の前身となる。この作品のため、監督のV&Rプランニング代表取締役の三枝進(安達かおる)が作品のリニューアルを要望したことを受け、1989年から『デスファイル』をタイトルにしてリニューアルとなった。
本編の前には、監督の三枝が解説と注意を行う。

## 内容
「カメラは捉える、事件の真相を。カメラは語る、事件の裏側を。真実はドコにあるのか、ドコに隠れているのか?…カメラは求める、人間の実態を。デスファイルは求め続ける!デスファイルにギブアップは無い!」（オープニングナレーションより）
世界各国のカメラマンが映し出した、日本を含む世界のあらゆる場所での新聞やテレビで報じられない残酷なシーンを取り上げる。
エロ、グロ、奇祭の映像がほとんどを占めるが、ヤギの解体（現地の人々にとっては日常のひとコマである食事の準備）など、異文化・異社会に対する誤解を招きかねない映像も含まれていた。

## 作品
- 第1作：デスファイル
  - 構成・解説・プロデューサー・監督：三枝進
  - 音楽：益子恵一
  - ナレーション：
  - VHSリリース：1989年9月27日（制作・発売元：V&Rプランニング、レーベル：MAD VIDEO）
  - DVDリリース：
- 第2作：デスファイル2
  - 構成・解説・プロデューサー・監督：三枝進
  - 音楽：益子恵一
  - ナレーション：郷里大輔
  - VHSリリース：1989年10月27日（制作・発売元：V&Rプランニング、レーベル：MAD VIDEO）
  - DVDリリース：
- 第3作：デスファイル3
  - 構成・解説・プロデューサー・監督：三枝進
  - 音楽：益子恵一
  - ナレーション：郷里大輔
  - VHSリリース：1989年11月28日（制作・発売元：V&Rプランニング、レーベル：MAD VIDEO）
  - DVDリリース：
- 第4作：デスファイル4
  - 構成・解説・プロデューサー・監督：三枝進
  - 音楽：益子恵一
  - ナレーション：郷里大輔
  - VHSリリース：1990年6月13日（制作・発売元：V&Rプランニング、レーベル：MAD VIDEO）
  - DVDリリース：
- 第5作：デスファイル5
  - 構成・解説・プロデューサー・監督：三枝進
  - 音楽：益子恵一
  - ナレーション：郷里大輔
  - VHSリリース：1991年4月21日（制作・発売元：V&Rプランニング、レーベル：MAD VIDEO）
  - DVDリリース：
- 第6作：新・デスファイル 胎児の絶叫
  - 構成・解説・プロデューサー・監督：三枝進
  - 音楽：益子恵一
  - ナレーション：郷里大輔
  - VHSリリース：1991年11月21日（制作・発売元：V&Rプランニング、レーベル：MAD VIDEO）
- 第7作：新・デスファイルII
  - 構成・解説・プロデューサー・監督：三枝進
  - 音楽：益子恵一
  - ナレーション：郷里大輔
  - VHSリリース：1992年9月21日（制作・発売元：V&Rプランニング、レーベル：MAD VIDEO）
- 第8作：新・デスファイルIII
  - 構成・解説・プロデューサー・監督：三枝進
  - 音楽：益子恵一
  - ナレーション：郷里大輔
  - VHSリリース：1993年12月21日（制作・発売元：V&Rプランニング、レーベル：MAD VIDEO）
- 第9作：デスファイル Red
  - 構成・解説・プロデューサー・監督：三枝進
  - 音楽：益子恵一
  - ナレーション：郷里大輔
  - VHSリリース：1994年4月21日（制作・発売元：V&Rプランニング、レーベル：MAD VIDEO）
- 第10作：デスファイル Yellow
  - 構成・解説・プロデューサー・監督：三枝進
  - 音楽：益子恵一
  - ナレーション：郷里大輔
  - VHSリリース：1994年5月21日（制作・発売元：V&Rプランニング、レーベル：MAD VIDEO）
- 第11作：デスファイル Black
  - 構成・解説・プロデューサー・監督：三枝進
  - 音楽：益子恵一
  - ナレーション：郷里大輔
  - VHSリリース：1994年6月21日（制作・発売元：V&Rプランニング、レーベル：MAD VIDEO）
- 第12作：デスファイル BUSTER 〜処刑と殺人〜
  - 構成・解説・プロデューサー・監督：三枝進
  - 音楽：益子恵一
  - ナレーション：
  - VHSリリース：1995年8月21日（制作・発売元：V&Rプランニング、レーベル：MAD VIDEO）
- 第13作：世界残酷原色図鑑 デスファイル 裸者と死者
  - 構成・解説・プロデューサー・監督：三枝進
  - 音楽：益子恵一
  - ナレーション：
  - VHSリリース：1995年12月15日（制作・発売元：V&Rプランニング、レーベル：MAD VIDEO）
- 第14作：デスファイル特別編 ミステリアスドキュメント 霊媒と死者たち!
  - 構成・解説・プロデューサー・監督：三枝進
  - 音楽：益子恵一
  - ナレーション：郷里大輔
  - EED・MA：東京現像所
  - 制作進行：山下浩司
  - 製作：ブイアンドアールプランニング、ケイ・ネットワーク
  - VHSリリース：1992年3月21日（制作・発売元：V&Rプランニング、レーベル：MAD VIDEO）
- 総集編：デスファイル総集編
  - 構成・解説・プロデューサー・監督：三枝進
  - 音楽：益子恵一
  - ナレーション：
  - VHSリリース：1994年2月21日（制作・発売元：V&Rプランニング、レーベル：MAD VIDEO）
- 第15作：真・デスファイル 霊媒と使者たち
  - 構成・解説・監督：三枝進
  - DVDリリース：2017年9月3日（制作・発売元：ブラッドワークス、販売元：アースゲート、レーベル：MAD VIDEO）